# Vesper Vallis
La Vesper Vallis è una formazione geologica della superficie di Venere.
Il suo nome deriva dal nome latino di Venere come stella della sera.